# Rachad Méknès
Rachad Méknès – marokański klub piłkarski z siedzibą w Méknèsie.

## Opis
Klub dwukrotnie występował w rozgrywkach GNF 1. W swoim pierwszym sezonie (1957/1958) zespół zajął 9. miejsce. W kolejnym zespół zajął ostatnią, 14. lokatę, wygrał tylko raz i w efekcie spadł do GNF 2 (niższej dywizji).